# Turoszów Wąskotorowy
Turoszów Wąskotorowy – nieczynna wąskotorowa stacja kolejowa w Bogatyni, w dzielnicy Turoszów; w województwie dolnośląskim, w Polsce.